# 2008년 대한민국의 주말 흥행 1위 영화 목록
다음은 2008년 대한민국에서 주말(금요일 ~ 일요일) 간 박스오피스 1위를 달성한 영화의 목록이다.
| #  | 날짜             | 영화                                    | 수입 (단위: ₩) | 비고 |
| -- | ---------------- | --------------------------------------- | -------------- | ---- |
| 1  | 2008년 1월 6일   | 《꿀벌 대소동》                         | 2,015,632,000  |      |
| 2  | 2008년 1월 13일  | 《우리 생애 최고의 순간》               | 4,178,764,000  |      |
| 3  | 2008년 1월 20일  | 《우리 생애 최고의 순간》               | 3,753,927,500  |      |
| 4  | 2008년 1월 27일  | 《우리 생애 최고의 순간》               | 3,500,819,000  |      |
| 5  | 2008년 2월 3일   | 《더 게임》                             | 2,407,960,500  |      |
| 6  | 2008년 2월 10일  | 《원스 어폰 어 타임》                   | 3,198,379,000  |      |
| 7  | 2008년 2월 17일  | 《점퍼》                                | 3,774,108,500  |      |
| 8  | 2008년 2월 24일  | 《추격자》                              | 4,670,407,000  |      |
| 9  | 2008년 3월 2일   | 《추격자》                              | 4,299,548,000  |      |
| 10 | 2008년 3월 9일   | 《추격자》                              | 3,339,074,000  |      |
| 11 | 2008년 3월 16일  | 《10,000BC》                            | 3,207,604,000  |      |
| 12 | 2008년 3월 23일  | 《숙명》                                | 2,427,728,500  |      |
| 13 | 2008년 3월 30일  | 《어웨이크》                            | 1,417,064,500  |      |
| 14 | 2008년 4월 6일   | 《GP506》                               | 2,230,598,500  |      |
| 15 | 2008년 4월 13일  | 《테이큰》                              | 1,980,859,500  |      |
| 16 | 2008년 4월 20일  | 《테이큰》                              | 2,072,252,500  |      |
| 17 | 2008년 4월 27일  | 《포비든 킹덤: 전설의 마스터를 찾아서》 | 3,133,555,000  |      |
| 18 | 2008년 5월 4일   | 《아이언맨》                            | 6,024,778,500  |      |
| 19 | 2008년 5월 11일  | 《아이언맨》                            | 4,896,393,000  |      |
| 20 | 2008년 5월 18일  | 《나니아 연대기: 캐스피언 왕자》        | 3,561,401,000  |      |
| 21 | 2008년 5월 25일  | 《인디아나 존스: 크리스탈 해골의 왕국》 | 9,428,545,500  |      |
| 22 | 2008년 6월 1일   | 《인디아나 존스: 크리스탈 해골의 왕국》 | 5,553,101,000  |      |
| 23 | 2008년 6월 8일   | 《쿵푸 팬더》                           | 7,477,705,000  |      |
| 24 | 2008년 6월 15일  | 《쿵푸 팬더》                           | 5,880,067,000  |      |
| 25 | 2008년 6월 22일  | 《강철중: 공공의 적 1-1》               | 7,608,383,500  |      |
| 26 | 2008년 6월 29일  | 《원티드》                              | 5,621,360,500  |      |
| 27 | 2008년 7월 6일   | 《핸콕》                                | 6,610,465,000  |      |
| 28 | 2008년 7월 13일  | 《적벽대전 : 거대한 전쟁의 시작》       | 4,321,632,500  |      |
| 29 | 2008년 7월 20일  | 《좋은 놈, 나쁜 놈, 이상한 놈》         | 10,933,219,000 |      |
| 30 | 2008년 7월 27일  | 《좋은 놈, 나쁜 놈, 이상한 놈》         | 7,358,458,000  |      |
| 31 | 2008년 8월 3일   | 《미이라3 : 황제의 무덤》               | 9,497,250,500  |      |
| 32 | 2008년 8월 10일  | 《다크 나이트》                         | 5,278,867,500  |      |
| 33 | 2008년 8월 17일  | 《다크 나이트》                         | 5,089,485,000  |      |
| 34 | 2008년 8월 24일  | 《다크 나이트》                         | 2,884,781,500  |      |
| 35 | 2008년 8월 31일  | 《다크 나이트》                         | 2,027,341,500  |      |
| 36 | 2008년 9월 7일   | 《신기전》                              | 4,187,592,000  |      |
| 37 | 2008년 9월 14일  | 《신기전》                              | 4,335,034,000  |      |
| 38 | 2008년 9월 21일  | 《신기전》                              | 2,746,279,000  |      |
| 39 | 2008년 9월 28일  | 《맘마미아!》                           | 1,891,953,500  |      |
| 40 | 2008년 10월 5일  | 《모던보이》                            | 2,251,209,000  |      |
| 41 | 2008년 10월 12일 | 《이글아이》                            | 3,795,089,000  |      |
| 42 | 2008년 10월 19일 | 《이글아이》                            | 2,875,089,000  |      |
| 43 | 2008년 10월 26일 | 《아내가 결혼했다》                     | 2,907,474,500  |      |
| 44 | 2008년 11월 2일  | 《아내가 결혼했다》                     | 2,288,117,000  |      |
| 45 | 2008년 11월 9일  | 《007 퀀텀 오브 솔러스》                | 4,221,332,500  |      |
| 46 | 2008년 11월 16일 | 《미인도》                              | 3,368,471,500  |      |
| 47 | 2008년 11월 23일 | 《미인도》                              | 2,815,910,500  |      |
| 48 | 2008년 11월 30일 | 《순정만화》                            | 2,006,684,000  |      |
| 49 | 2008년 12월 7일  | 《과속스캔들》                          | 3,160,130,000  |      |
| 50 | 2008년 12월 14일 | 《과속스캔들》                          | 4,135,638,000  |      |
| 51 | 2008년 12월 21일 | 《과속스캔들》                          | 3,963,437,500  |      |
| 52 | 2008년 12월 28일 | 《과속스캔들》                          | 4,245,201,000  |      |

## 참고 자료
- KOFIC 영화진흥위원회 주간/주말 박스오피스 참고